# Gare de Bischoffsheim
La gare de Bischoffsheim est une gare ferroviaire française de la ligne de Sélestat à Saverne située sur le territoire de la commune de Bischoffsheim dans la collectivité européenne d'Alsace, en région Grand Est.
Elle est mise en service en 1864 par la Compagnie des chemins de fer de l'Est. 
C'est une halte voyageurs de la Société nationale des chemins de fer français (SNCF) du réseau TER Grand Est, desservie par des trains express régionaux.

## Situation ferroviaire
Établie à 189 mètres d'altitude, la gare de Bischoffsheim est située au point kilométrique (PK) 27,674 de la ligne de Sélestat à Saverne entre les gares d'Obernai et de Rosheim.
La ligne est à voie unique dans sa traversée de la commune et de la gare.

## Histoire
La station de Bischoffsheim est mise en service le 28 septembre 1864. par la Compagnie des chemins de fer de l'Est lorsqu'elle ouvre à l'exploitation le chemin de fer vicinal no 1 bis de Strasbourg à Barr.

## Fréquentation
De 2015 à 2024, selon les estimations de la SNCF, la fréquentation annuelle de la gare s'élève aux nombres indiqués dans le tableau ci-dessous.
| Année     | 2015    | 2016    | 2017    | 2018    | 2019    | 2020   | 2021    | 2022    | 2023    | 2024    |
| --------- | ------- | ------- | ------- | ------- | ------- | ------ | ------- | ------- | ------- | ------- |
| Voyageurs | 127 673 | 122 510 | 122 728 | 122 565 | 133 047 | 92 984 | 102 113 | 118 917 | 124 307 | 136 135 |

## Service des voyageurs

### Accueil
Halte SNCF, c'est un point d'arrêt non géré (PANG) à accès libre. Elle est équipée d'automates pour l'achat de titres de transport. Elle dispose d'un quai avec un abri.

### Desserte
Bischoffsheim est une halte voyageurs SNCF du réseau TER Grand Est desservie par des trains express régionaux de la relation Strasbourg - Obernai - Barr - Sélestat.

### Intermodalité
Un parc pour les vélos et un parking pour les véhicules y sont aménagés.

## Patrimoine ferroviaire

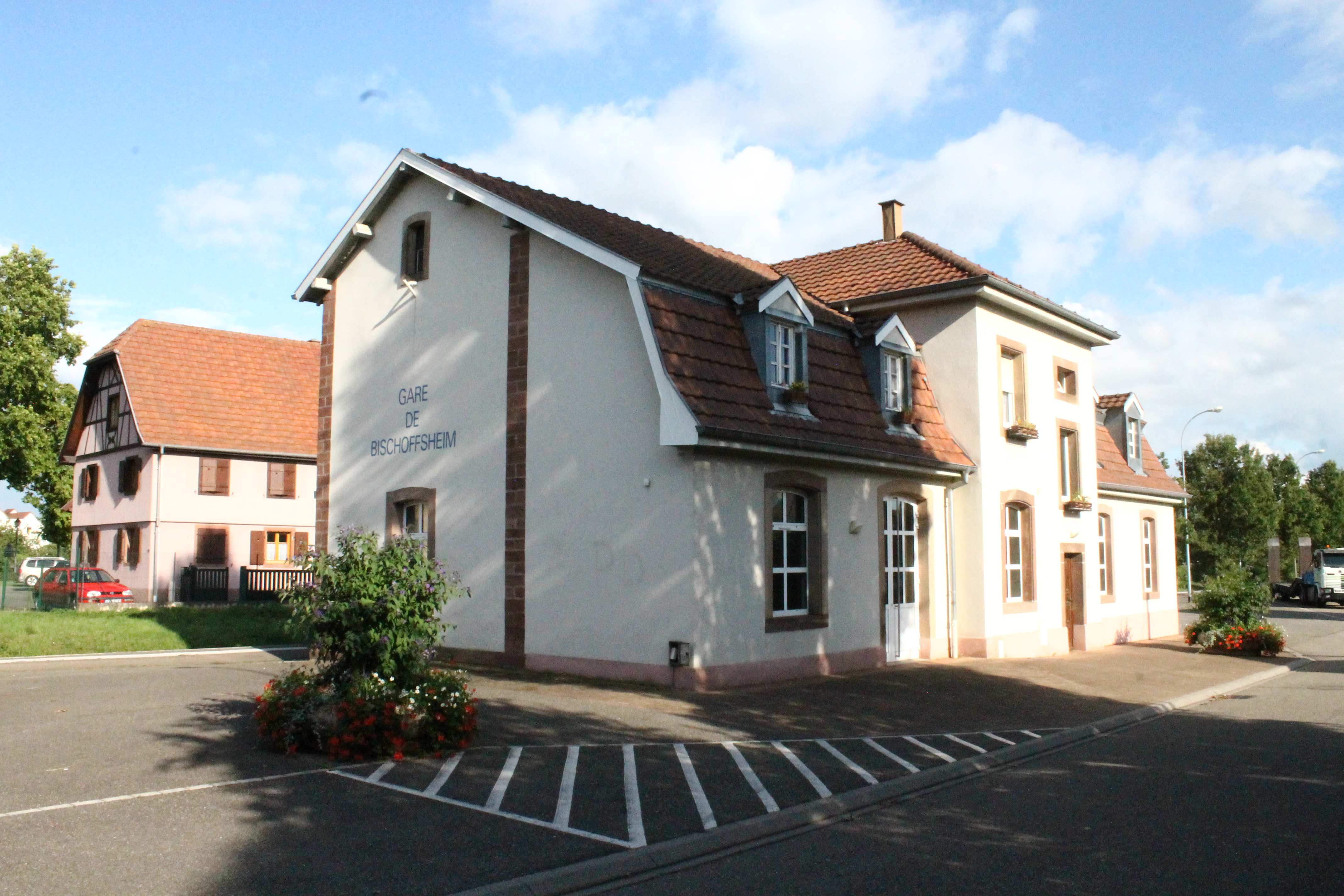
Le bâtiment côté rue.

Le bâtiment voyageurs apparaît comme une construction des Chemins de fer de l'Est remaniée au fil du temps.[réf. nécessaire] Côté quai, il apparaît comme un bâtiment de quatre travées, dont une aveugle à l'étage, avec une petite fenêtre supplémentaire à chaque niveau, au centre. Côté rue, le versant du toit se prolonge vers deux parties de deux travées au toit mansardé avec en leur centre un avant-corps d'un étage aux fenêtres décalées coiffé par une toiture à croupe.